# Jordan-függvény
A számelméletben egy n {\displaystyle J_{k}(n)} Jordan-függvénye rögzített k pozitív egész esetén azoknak a k-asoknak a száma, amelyekben minden szám pozitív egész, és legfeljebb n, továbbá a benne levő számok n-nel együtt relatív prím k + 1-est alkotnak. Ez az Euler-függvény általánosítása, ami J1. A függvényt Camille Jordan után nevezték el.

## Tulajdonságok
A Jordan-függvény multiplikatív, és értéke
{\displaystyle J_{k}(n)=n^{k}\prod _{p|n}\left(1-{\frac {1}{p^{k}}}\right).\,}
{\displaystyle \sum _{d|n}J_{k}(d)=n^{k}.\,},
ami a Dirichlet-konvolúcióval
{\displaystyle J_{k}(n)\star 1=n^{k}\,}
és Möbius-inverzióval
{\displaystyle J_{k}(n)=\mu (n)\star n^{k}}.
Mivel μ Dirichlet-generátorfüggvénye 1/ζ(s) és nk Dirichlet-generátorfüggvénye ζ(s-k), azért a Jk sora
{\displaystyle \sum _{n\geq 1}{\frac {J_{k}(n)}{n^{s}}}={\frac {\zeta (s-k)}{\zeta (s)}}}.
A Jk(n) átlagrendje
{\displaystyle {\frac {n^{k}}{\zeta (k+1)}}}.
A Dedekind-féle pszi-függvény kifejezhető Jordan-függvénnyel:
{\displaystyle \psi (n)={\frac {J_{2}(n)}{J_{1}(n)}}},
és a definícióra való tekintettel, felismerve, hogy minden tényező a prímek feletti szorzatban a p-k körosztási polinomja igazolható, hogy {\displaystyle {\frac {J_{k}(n)}{J_{1}(n)}}} vagy {\displaystyle {\frac {J_{2k}(n)}{J_{k}(n)}}} egész értékű multiplikatív függvény.
{\displaystyle \sum _{\delta \mid n}\delta ^{s}J_{r}(\delta )J_{s}\left({\frac {n}{\delta }}\right)=J_{r+s}(n)}.      

## Mátrixcsoportok rendje
Az m rendű, Zn fölötti mátrixok általános lineáris csoportjának rendje
{\displaystyle |\operatorname {GL} (m,\mathbf {Z} _{n})|=n^{\frac {m(m-1)}{2}}\prod _{k=1}^{m}J_{k}(n).}
Az m rendű, Zn fölötti mátrixok speciális lineáris csoportjának rendje
{\displaystyle |\operatorname {SL} (m,\mathbf {Z} _{n})|=n^{\frac {m(m-1)}{2}}\prod _{k=2}^{m}J_{k}(n).}
Az m rendű, Zn fölötti mátrixok szimplektikus csoportjának rendje
{\displaystyle |\operatorname {Sp} (2m,\mathbf {Z} _{n})|=n^{m^{2}}\prod _{k=1}^{m}J_{2k}(n).}
Az első két képletet még Jordan fedezte fel.

## Példák
Explicit listák az OEIS-ben
J2  A007434,
J3  A059376,
J4  A059377,
J5  A059378,
J6-tól J10-ig  A069091
egészen  A069095-ig.
Az arányokkal definiált multiplikatív függvények
J2(n)/J1(n)  A001615,
J3(n)/J1(n)  A160889,
J4(n)/J1(n)  A160891,
J5(n)/J1(n)  A160893,
J6(n)/J1(n)  A160895,
J7(n)/J1(n)  A160897,
J8(n)/J1(n)  A160908,
J9(n)/J1(n)  A160953,
J10(n)/J1(n)  A160957,
J11(n)/J1(n)  A160960.
A J2k(n)/Jk(n) arányokra példák:
J4(n)/J2(n)  A065958,
J6(n)/J3(n)  A065959,
és
J8(n)/J4(n)  A065960.

## Fordítás
- Ez a szócikk részben vagy egészben  a   Jordan's totient function című angol Wikipédia-szócikk fordításán alapul.  Az eredeti cikk szerkesztőit annak laptörténete sorolja fel. Ez a jelzés csupán a megfogalmazás eredetét és a szerzői jogokat jelzi, nem szolgál a cikkben szereplő információk forrásmegjelöléseként.